# Hexateron (5-símplex)
En geometría de cinco dimensiones , un 5- simplex es un 5-politopo regular autodual. Tiene seis vértices, 15 aristas , 20 caras triangulares, 15 celdas tetraédricas y 6 facetas de 5 celdas. Tiene un ángulo diédrico de cos −1 (15), o aproximadamente 78,46°.
El 5-símplex es una solución al problema: haz 20 triángulos equiláteros usando 15 cerillas, donde cada lado de cada triángulo sea exactamente una cerilla.

## Nombres alternativos
También se le puede llamar hexateron, o hexa-5-tope, como un politopo de 6 facetas en 5 dimensiones. El nombre hexateron se deriva de hexa- por tener seis facetas y teron ( siendo ter- una corrupción de tetra- ) por tener facetas de cuatro dimensiones.
Por Jonathan Bowers, un hexaterón recibe el acrónimo hix. 

## Como configuración
Esta matriz de configuración representa el 5-símplex. Las filas y columnas corresponden a vértices, aristas, caras, celdas y 4 caras. Los números diagonales indican cuántos elementos de cada elemento se encuentran en el 5-símplex completo. Los números no diagonales dicen cuántos elementos de la columna ocurren en o en el elemento de la fila. La matriz de este símplex autodual es idéntica a su rotación de 180 grados. 
{\displaystyle {\begin{bmatrix}{\begin{matrix}6&5&10&10&5\\2&15&4&6&4\\3&3&20&3&3\\4&6&4&15&2\\5&10&10&5&6\end{matrix}}\end{bmatrix}}}

## Coordenadas cartesianas hexateronas regulares
El hexaterón se puede construir a partir de 5 celdas agregando un sexto vértice de modo que sea equidistante de todos los demás vértices de las 5 celdas.
Las coordenadas cartesianas para los vértices de un hexaterón regular centrado en el origen que tiene una longitud de arista 2 son:
{\displaystyle {\begin{aligned}&\left({\tfrac {1}{\sqrt {15}}},\ {\tfrac {1}{\sqrt {10}}},\ {\tfrac {1}{\sqrt {6}}},\ {\tfrac {1}{\sqrt {3}}},\ \pm 1\right)\\[5pt]&\left({\tfrac {1}{\sqrt {15}}},\ {\tfrac {1}{\sqrt {10}}},\ {\tfrac {1}{\sqrt {6}}},\ -{\tfrac {2}{\sqrt {3}}},\ 0\right)\\[5pt]&\left({\tfrac {1}{\sqrt {15}}},\ {\tfrac {1}{\sqrt {10}}},\ -{\tfrac {\sqrt {3}}{\sqrt {2}}},\ 0,\ 0\right)\\[5pt]&\left({\tfrac {1}{\sqrt {15}}},\ -{\tfrac {2{\sqrt {2}}}{\sqrt {5}}},\ 0,\ 0,\ 0\right)\\[5pt]&\left(-{\tfrac {\sqrt {5}}{\sqrt {3}}},\ 0,\ 0,\ 0,\ 0\right)\end{aligned}}}
Los vértices del 5-simplex se pueden ubicar de manera más simple en un hiperplano en el espacio 6 como permutaciones de (0,0,0,0,0,1) o (0,1,1,1,1,1). Estas construcciones pueden verse como facetas del 6-ortoplex o del 6-cubo rectificado, respectivamente.

## Imágenes proyectadas
| Proyección estereográfica 4D a 3D del diagrama de Schlegel 5D a 4D del hexaterón. |